# Тхорівка (річка)
Тхорівка — річка в Україні, у Сквирському районі Київської області, ліва притока Пустоварівки (басейн Дніпра).

## Опис
Довжина річки приблизно 5  км. Висота витоку над рівнем моря — 227 м, висота гирла — 196 м, падіння річки — 31 м, похил річки — 6,2 м/км.

## Розташування
Бере початок у селі Тхорівка. Тече переважно на північний схід і в селі Пустоварівка впадає в річку Пустоварівку, праву притоку Сквирки.